# Las hijas de Abril
Las hijas de Abril és una pel·lícula mexicana del 2017, del gènere drama, la direcció i el guió del qual van estar a càrrec de Michel Franco. Es va estrenar el 20 de maig d'aquest any en el Festival de Cannes i el 23 de juny a Mèxic. És protagonitzada per Emma Suárez, Ana Valeria Becerril, Joanna Larequi, Enrique Arrizon, Hernán Mendoza, Giovanna Zacarías i Iván Cortes.

## Argument
Valeria (Ana Valeria Becerril), de 17 anys, està embarassada. Viu en Puerto Vallarta, amb Clara (Joanna Larequi), el seu germanastra, qui és tranquil·la i viu amb depressió i sobrepès. No vol que la seva mamà, Abril (Emma Suárez), absent des de fa ja molt temps, sàpiga del seu embaràs però, a causa de les limitacions econòmiques i a l'aclaparadora responsabilitat que implica tenir un bebè a casa, Clara decideix cridar a la seva mamà. Abril arriba amb gran desig de veure a les seves filles, però aviat es revela per què Valeria no volia entrar en contacte amb ella. És "la història d'una dona adulta que es nega a sentir-se 'depassada' per les seves pròpies filles en termes generacionals, sense advertir-se que ja va ser deixada enrere en aspectes de rellevància superior, com els emocionals i psicològics, entre d'altres."

## Premis i reconeixements
Nominada per a formar part de la secció Un Certain Regard del Festival de Canes del 2017, es va fer creditora finalment al Premi Jurat Especial d'aquesta secció.

## Repartiment
- Emma Suárez - Abril
- Ana Valeria Becerril - Valeria
- Enrique Arrizon - Mateo
- Joanna Larequi - Clara
- Hernán Mendoza - Gregorio
- Iván Cortes - Jorge